# Бенито-Хуарес (Сакатекас)
Бенито-Хуарес (исп. Benito Juárez) — муниципалитет в Мексике, входит в штат Сакатекас.